# Holzbaupreis Bayern
Der Holzbaupreis Bayern ist ein bayernweit ausgeschriebener Architekturpreis und wird seit 1978 im Vierjahresrhythmus vergeben. Der Landespreis ist ein Gemeinschaftsprojekt vom Bayerischen Staatsministerium für Ernährung, Landwirtschaft und Forsten und proHolz Bayern und wird von der Bayerischen Architektenkammer, der Bayerischen Ingenieurekammer-Bau und dem Landesbeirat Holz Bayern e.V. unterstützt. Der Holzbaupreis Bayern zeigt die gestalterische Vielfalt beim Bauen mit Holz und zeichnet den innovativen, hochwertigen und nachhaltigen Einsatz von Holz in Bauwerken aus. Maßgeblich ist, dass die Bauprojekte zukunftsweisend sind. Der Holzbaupreis ist seit 2022 mit 30.000 Euro, zuvor mit 10.000 Euro dotiert. Jeder Preisträger und Sonderpreisträger erhält 5.000 Euro. Teilnahmeberechtigt sind Architekten und Fachplaner mit einer Mitgliedschaft in der Bayerischen Architektenkammer oder der Bayerischen Ingenieurekammer-Bau.

## Preisträger

### 2022
- Quellen:[1][2][3]
- Verliehen durch Staatsministerin Michaela Kaniber
- Jury: Lydia Haack, Reiner Nagel, Peter Mesetek, Roman Dienersberger, Stefan Pratsch

|             | Titel                             | Ort                | Architekt | Ingenieur                              |
| ----------- | --------------------------------- | ------------------ | --- | -------------------------------------- |
| Preis       | Mehrgenerationenhaus              | Kranzberg          | Buero Kofink Schels und Büro Dantele | Reiser Tragwerksplaner                 |
| Preis       | Salzlagerhalle                    | Irschenberg        | Architekturbüro Ilg | Dr. Gollwitzer – Dr. Linse und Partner |
| Preis       | Glonntal-Realschule               | Odelzhausen        | SCHANKULA Architekten | Planungsgesellschaft Dittrich          |
| Sonderpreis | Pavillon 333                      | Kunstareal München | Lehrstuhl für Entwerfen und Konstruieren, Florian Nagler und Lehrstuhl für Entwerfen und Holzbau, Hermann Kaufmann unter Leitung von Christian Schühle, Ferdinand Albrecht, Enrica Ferrucci, Matthias Kestel und Architektur-Studierende der TU München | merz kley partner                      |
| Sonderpreis | Schwaigenkapelle                  | Buttenwiesen       | Alen Jasarevic | lieb obermüller + partner              |
| Sonderpreis | B&O Holzparkhaus                  | Bad Aibling        | Hermann Kaufmann + Partner | merz kley partner                      |
| Anerkennung | Kulturhof Stanggass               | Bischofswiesen     | Arc Architekten |                                        |
| Engere Wahl | Waldnaabkapelle                   | Tirschenreuth      | Brückner & Brückner | Ingenieurbüro Bodensteiner & Partner   |
| Engere Wahl | Studentisches Wohnen im Campus Ro | Rosenheim          | ACMS Architekten |                                        |

### 2018
- Quellen:[4][5]
- Verliehen durch Staatsministerin Michaela Kaniber
- Jury: Friedrich Geiger, Lydia Haack (Vorsitz), Markus Lechner, Robert Morigl, Jochen Simon, Bernd Wögerbauer

|             | Titel                           | Ort                         | Architekt               | Ingenieur                                                               | Fotografie |
| ----------- | ------------------------------- | --------------------------- | ----------------------- | ----------------------------------------------------------------------- | ---------- |
| Preis       | Wohnanlage                      | Garmisch-Partenkirchen      | Beer Bembé Dellinger    | merz kley partner                                                       |            |
| Preis       | Haus Wartaweil                  | Herrsching am Ammersee      | studioRAUCH             | Peter Lüst                                                              |            |
| Preis       | Studio 17A ARCHITEKTUR          | Königsbrunn                 | 17A ARCHITEKTUR         | Ing.-Büro Hauf                                                          |            |
| Preis       | Kindergarten St. Laurentius     | Neustadt an der Donau       | goldbrunner + hrycyk    | bci Blankenhagen + Cohrs Ingenieur- und Baubetreuungsgesellschaft       |            |
| Sonderpreis | Temporärer Eingangspavillon     | München                     | Deubzer König + Rimmel  | Bauer Böhler Riekmann Beratende Ingenieure                              |            |
| Sonderpreis | St. Josef                       | Holzkirchen                 | Eberhard Wimmer         | Sailer Stepan und Partner                                               |            |
| Anerkennung | Pavillon für Kinder             | München                     | su und z Architekten    | Ingenieurbüro für Bauwesen Ulrich Sechser                               |            |
| Anerkennung | Wiederaufbau Hofstelle Stiegler | Gonnersdorf                 | dürschinger architekten | Valentin Maier                                                          |            |
| Anerkennung | Euregon AG                      | Augsburg                    | Frank Lattke            | bauart, Stefan Winter                                                   |            |
| Anerkennung | Bauhof                          | Sengenthal                  | Kühnlein Architektur    | Dr. Gollwitzer – Dr. Linse und Partner Beratende Ingenieure im Bauwesen |            |
| Engere Wahl | Haus Kühnlein                   | Neumarkt in der Oberpfalz   | Kühnlein Architektur    | Johann Grad                                                             |            |
| Engere Wahl | Eingangsgebäude                 | Freilichtmuseum Glentleiten | Florian Nagler          | merz kley partner                                                       |            |

### 2014
- Quellen:[6]
- Verliehen durch Helmut Brunner
- Jury: Karlheinz Beer, Gabriele Engel, Hermann Meyer, Karl Moser, Florian Nagler (Vorsitz), Bernd Wögerbauer

|             | Titel                                   | Ort                        | Architekt                                                          | Ingenieur                                                               | Fotografie |
| ----------- | --------------------------------------- | -------------------------- | ------------------------------------------------------------------ | ----------------------------------------------------------------------- | ---------- |
| Preis       | Haus des Briefträgers                   | Vorderfirmiansreut         | fpa frank und probst architekten                                   | Haydn Holzbau                                                           |            |
| Preis       | Schnitzschule                           | Oberammergau               | abp architekten burian+pfeiffer                                    | Michael Wiesener                                                        |            |
| Preis       | Haus der Berge                          | Nationalpark Berchtesgaden | Staatliches Bauamt Traunstein, Michael Butschkau, Andreas Fichtner | Seeberger Friedl und Partner                                            |            |
| Sonderpreis | Hühner-Haus                             | Kneiting                   | Max Otto Zitzelsberger                                             |                                                                         |            |
| Sonderpreis | Ziegenstall                             | Seubersdorf                | Kühnlein Architektur                                               |                                                                         |            |
| Anerkennung | Kinderhaus Familienzentrum im Steinpark | Freising                   | nbundm*                                                            | Ingenieurgesellschaft Blankenhagen + Cohrs                              |            |
| Anerkennung | Gamsei                                  | München                    | Fabian A. Wagner und Andreas Kreft                                 | Ingenieurbüro für Baustatik und Konstruktion Karl und Maximilian Wagner |            |
| Anerkennung | Energieeffizienter Wohnungsbau          | Ansbach                    | Michael Deppisch                                                   | Planungsgesellschaft Dittrich                                           |            |
| Engere Wahl | Erweiterung Oskar-Maria-Graf-Gymnasium  | Neufahrn                   | Michael Deppisch                                                   | Planungsgesellschaft Dittrich                                           |            |
| Engere Wahl | Apostelin-Junia-Kirche                  | Augsburg                   | Frank Lattke                                                       | bauart, Stefan Winter                                                   |            |
| Engere Wahl | Reparatur Heu Stadl                     | Kneiting                   | Max Otto Zitzelsberger                                             |                                                                         |            |
| Engere Wahl | Haus Kohlmeier                          | Amsham                     | Arc Architekten                                                    | Seeberger Friedl und Partner                                            |            |
| Engere Wahl | Interims Audimax                        | Garching                   | Deubzer König + Rimmel                                             | bauart, Stefan Winter                                                   |            |
| Engere Wahl | Atelier Holzherr                        | Gauting                    | Andreas Meck                                                       | Sailer Stepan und Partner                                               |            |
| Engere Wahl | Pfarrzentrum St. Stephan                | Oberhaching                | Michael Deppisch                                                   | LEICHT Structural engineering and specialist consulting                 |            |

### 2010
- Verliehen durch Helmut Brunner
- Quellen:[7][8][9]
- Jury: Rainer Hirt (Vorsitz), Robert Morigl, Florian Roger, Oliver Lederer, Hugo Rieger

|             | Titel                               | Ort                    | Architekt                                                     | Ingenieur                   | Fotografie |
| ----------- | ----------------------------------- | ---------------------- | ------------------------------------------------------------- | --------------------------- | ---------- |
| 1. Preis    | Ingeborg Ortner-Kinderhaus          | Garching               | Hermann Kaufmann                                              | bauart, Stefan Winter       |            |
| 2. Preis    | Solarreihenhäuser                   | Riemer Park            | Bucher-Beholz                                                 | Helmut Fischer              |            |
| 3. Preis    | Mangfall Brücken                    | Rosenheim              | A24 Landschaft, Robel Swillus und Partner                     | Sailer Stepan und Partner   |            |
| 4. Preis    | Pfarrheim St. Peter                 | Dachau                 | AB Pollok + Gonzalo                                           | Civil engineering solutions |            |
| 5. Preis    | Passivhaus-eco                      | Bräuningshof           | passivhaus-eco Architekturbüro                                | HolzVogel                   |            |
| Sonderpreis | Baumwipfelpfad Bayerischer Wald     | Neuschönau             | Josef Stöger                                                  | IB Wolf und Wiehag          |            |
| Anerkennung | Heinle Energie + Automationstechnik | Nördlingen             | hiendl_schineis                                               |                             |            |
| Anerkennung | WM-Pavillon                         | Garmisch-Partenkirchen | Hochschule Biberach IAS unter Leitung von Matthias Loebermann | DELTA-X                     |            |
| Anerkennung | Gartenhaus                          |                        | Jürgen Stoppel und Nuyken von Oefele                          |                             |            |
| Anerkennung | Pfarrzentrum                        | Wonfurt                | Brückner & Brückner                                           | Mittnacht                   |            |
| Anerkennung | Mensa der Ludwig-Thoma-Realschule   | München                | SCHANKULA Architekten                                         | Johann Grad                 |            |

### 2006
- Verliehen durch Staatsminister Josef Miller
- Quellen:[10]
- Jury: Frank Lattke (Vorsitz), Francois Colling, Joachim Wienbreyer, Peter Pröbstle, Gerhard Wagner, Bernd Wögerbauer

|             | Titel                                           | Ort              | Architekt                                               | Ingenieur             | Fotografie |
| ----------- | ----------------------------------------------- | ---------------- | ------------------------------------------------------- | --------------------- | ---------- |
| 1. Preis    | Fachhochschule                                  | Weihenstephan    | Florian Nagler                                          | merz kaufmann partner |            |
| 2. Preis    | Verwaltungsgebäude                              | Sonthofen        | Franz Vogler, Klaus Noichl und Angelika Blüml           | Dittrich              |            |
| 3. Preis    | Sport- und Mehrzweckhalle im Passivhausstandard | Unterschleißheim | PSA Architekten, Alexander Pfletscher und Claus Steffan | Auerbach              |            |
| Sonderpreis | Palettenpavillon                                | Oberstdorf       | Matthias Loebermann                                     |                       |            |
| Anerkennung | Barcode-House                                   | Solln            | MVRDV                                                   | Haug                  |            |
| Anerkennung | Erweiterung St. Peter                           | Wenzenbach       | Brückner & Brückner                                     | Graf                  |            |
| Anerkennung | Rathaus                                         | Hörgertshausen   | Michael Deppisch                                        | Brandl und Eltschig   |            |
| Anerkennung | Hopfenmuseum                                    | Wolnzach         | Krug und Partner                                        | Seeberger und Friedl  |            |

### 2002
- Verliehen durch Staatsminister Josef Miller
- Jury: Ernst Giselbrecht, Gerhard Schreyer, Jann Oetting, Ursula Baus, Karin Sandeck, Heinrich Kreuzinger, Arnim Seidel

|             | Titel                                           | Ort                       | Architekt                                        | Ingenieur             | Fotografie |
| ----------- | ----------------------------------------------- | ------------------------- | ------------------------------------------------ | --------------------- | ---------- |
| Preis       | Haus über Bunkerruine                           | Fürth                     | Haushoch Architekten, Lorenz Ockenburg Schaffner | Alsheimer             |            |
| Preis       | Haus und Atelier Lang-Kröll                     | Gleißenberg               | Florian Nagler                                   | merz kaufmann partner |            |
| Preis       | Siedlung Permoserstraße                         | Ingolstadt                | Bäuerle + Lüttin                                 |                       |            |
| Preis       | Musiksaal                                       | Thannhausen               | Regina Schineis                                  |                       |            |
| Preis       | Kantine Taucherzentrum                          | Percha am Starnberger See | Fink + Jocher                                    |                       |            |
| Anerkennung | Wohnhaus am See                                 | Ammersee                  | Bäuerle + Lüttin                                 |                       |            |
| Anerkennung | Haus Majer                                      | Eckental                  | Matthias Loebermann                              |                       |            |
| Anerkennung | Wohnen im Tulpenweg                             | Wolfratshausen            | Bäuerle + Lüttin                                 |                       |            |
| Anerkennung | Siedlung Ochsenanger                            | Bamberg                   | Melchior Eckey Rommel                            |                       |            |
| Anerkennung | Doppelsporthalle der Mädchenrealschule Hl. Blut | Erding                    | Claus und Forster                                |                       |            |
| Anerkennung | Pausenhalle des Reuchlin-Gymnasium              | Ingolstadt                | Tobias Brand                                     |                       |            |
| Anerkennung | Mobile Bausystem „blue box“                     |                           | Matthias Loebermann                              |                       |            |

### 1998
- Verliehen durch Reinhold Bocklet
- Quellen:[11]

|             | Titel                                      | Ort                   | Architekt                         | Ingenieur                     | Fotografie |
| ----------- | ------------------------------------------ | --------------------- | --------------------------------- | ----------------------------- | ---------- |
| Preis       | Doppelhaus Peter                           | München-Solln         | Werner Bäuerle                    | Fischer                       |            |
| Preis       | Grund- und Hauptschule                     | München-Riem          | Mahler Günster Fuchs              | merz und kaufmann             |            |
| Preis       | Musikräume des Oskar Maria Graf Gymnasiums | Neufahrn bei Freising | Hein Goldstein                    | Dittrich                      |            |
| Preis       | Bürogebäude                                | Zusmarshausen         | Kauffmann + Theilig               | Lachenmann                    |            |
| Preis       | Jugendheim                                 | Lenting               | Andreas Meck und Stephan Köppel   | Haushofer                     |            |
| Preis       | Gartenlaube                                | München               | Holzfurtner + Bahner              | Holzfurtner + Bahner          |            |
| Sonderpreis | Evangelische Segenskirche                  | Aschheim              | Friedrich Kurrent, Lederer-Piloty | Gruppe Ingenieurbau Reinicke  |            |
| Anerkennung | Austragshaus                               | Aichach               | Sampo Widmann                     | Kasper & Neumann              |            |
| Anerkennung | Mehrfamilienhaus                           | München               | Herbert Meyer-Sternberg           | CTS Engineers                 |            |
| Anerkennung | Siedlung Permoserstraße                    | Ingolstadt            | Werner Bäuerle                    | Fischer                       |            |
| Anerkennung | Reihenhaus-Siedlung                        | Georgensgmünd         | Reindl + Team                     | Klumpp                        |            |
| Anerkennung | Kindergarten                               | Ingolstadt            | Behnisch & Partner                | Sailer Stepan und Partner     |            |
| Anerkennung | Weststoffhof                               | München               | Claus und Forster                 | Dittrich                      |            |
| Anerkennung | Krankenhaus                                | Agatharied            | Nickl & Partner                   | Haringer                      |            |
| Anerkennung | Fußgängerbrücke                            | Ansbach               | Planungsgesellschaft Dittrich     | Planungsgesellschaft Dittrich |            |

### 1994
- Verliehen durch Reinhold Bocklet

|             | Titel                         | Ort                          | Architekt                                     |
| ----------- | ----------------------------- | ---------------------------- | --------------------------------------------- |
| Preis       | Therapiebad                   | Bad Birnbach                 | Arc Architekten                               |
| Preis       | Evangelisches Gemeindezentrum | Utting am Ammersee           | Wolf-Eckart Lüps                              |
| Preis       | Segelclubhäuser               | Seeshaupt am Starnberger See | Max Breitenhuber und Bernhard Breitenhuber    |
| Preis       | Wohnhaus                      | Piesenkofen                  | A2 Architekten, Lydia Lehner und Franz Robold |
| Anerkennung | Kindergarten                  | Langenzenn                   | Niederwöhrmeier + Kief                        |

### 1980
- Verliehen durch Hans Eisenmann

|       | Titel            | Ort                | Architekt                                | Ingenieur       |
| ----- | ---------------- | ------------------ | ---------------------------------------- | --------------- |
| Preis | Gemeindezentrum  | Gößweinstein       | Georg und Ingrid Küttinger               |                 |
| Preis | Segelsportanlage | Dießen am Ammersee | Wolf-Eckart Lüps und Norbert Hintermeyer | Julius Natterer |
| Preis | Haus             | Hemhof             | Georg Wieland                            |                 |
| Preis | Isarbrücke       | München            | Julius Natterer                          |                 |